# サル出血熱
サル出血熱（さるしゅっけつねつ、英:simian hemorrhagic fever）とはサル出血熱ウイルス感染を原因とするサルの感染症。サル出血熱ウイルスはアルテリウイルス科アルテリウイルス属に属するRNAウイルス。アフリカミドリザル、パタスモンキー、ヒヒなどでは症状を示さないが、アカゲザル、カニクイザル、ベニガオザルなどでは発熱、顔面紅疹、皮膚出血などを示し、各所に巣状出血が認められる。治療法はない。